# Mount Sterling (Wisconsin)
Mount Sterling es una villa ubicada en el condado de Crawford en el estado estadounidense de Wisconsin. En el Censo de 2010 tenía una población de 211 habitantes y una densidad poblacional de 57,25 personas por km².

## Geografía
Mount Sterling se encuentra ubicada en las coordenadas 43°18′59″N 90°55′45″O / 43.31639, -90.92917. Según la Oficina del Censo de los Estados Unidos, Mount Sterling tiene una superficie total de 3.69 km², de la cual 3.69 km² corresponden a tierra firme y (0%) 0 km² es agua.

## Demografía
Según el censo de 2010, había 211 personas residiendo en Mount Sterling. La densidad de población era de 57,25 hab./km². De los 211 habitantes, Mount Sterling estaba compuesto por el 99.53% blancos, el 0% eran afroamericanos, el 0% eran amerindios, el 0.47% eran asiáticos, el 0% eran isleños del Pacífico, el 0% eran de otras razas y el 0% pertenecían a dos o más razas. Del total de la población el 0% eran hispanos o latinos de cualquier raza.